# Riserva naturale Poggio all'Olmo
La riserva naturale Poggio all'Olmo è un'area naturale protetta situata nella provincia di Grosseto e che si estende attorno all'omonima altura, interessando parzialmente i territori comunali di Arcidosso e Cinigiano.

## Storia
La riserva è stata istituita con Delibera C.P. nº 69 del 13.05.1998.

## Territorio
La riserva naturale, situata nella parte orientale della provincia di Grosseto, è delimitata a nord dall'abitato di Monticello Amiata, a ovest dall'abitato di Castiglioncello Bandini, a sud dal rilievo del Monte Aquilaia e a est dalle propaggini occidentali del cono vulcanico del Monte Amiata: in totale, si estende per circa 434 ettari totali.
Le altitudini, generalmente comprese tra gli 800 e i 1000 m s.l.m., raggiungono i 1.011 metri alla sommità di Poggio all'Olmo. Da vari punti dell'area protetta si aprono scenari panoramici che spaziano verso le colline della Valle dell'Ombrone, verso il massiccio vulcanico del Monte Amiata e verso le ondulazioni della Val d'Orcia.
Il clima rientra nel tipo sub-umido, con precipitazioni medie fra i 1.000-1.100 mm. Dal punto di vista fito-climatico, secondo Pavari, la Riserva rientra nel Castanetum.

## Flora
La riserva naturale si caratterizza prevalentemente per folti boschi, la cui vegetazione può parzialmente occludere parti dei sentieri, soprattutto durante la stagione primaverile.
L'intera area protetta è ricca di castagni, cerri e roverelle, che localmente lasciano spazio ad ampie praterie, pascoli ed arbusteti, dove crescono la ginestra, alcuni tipi di felci, il rovo, il biancospino, la rosa canina e varie orchidee selvatiche, oltre al crocus etruscus e alla viola etrusca, entrambe specie endemiche dei terreni calcarei delle aree montane della Toscana meridionale.
Tra gli alberi monumentali presenti nella riserva naturale, sulla sommità di Poggio all'Olmo spicca un pero mandorlino di oltre 10 metri; da segnalare, inoltre, un noce ed una serie di castagni ultrasecolari sparsi nell'intera area protetta.

## Fauna
La riserva di Poggio all'Olmo si caratterizza anche per una variegata fauna che, nel suo complesso, contraddistingue la tipicità dell'area protetta.
Tra gli uccelli sono da segnalare i rapaci diurni, tra i quali spiccano l'albanella minore, il biancone, il falco pecchiaiolo, il falco pellegrino e lo sparviero. Altra presenza della zona sono gli zigoli neri e le averle, che tendono a nidificare presso gli arbusti e i cespugli sparsi nei prati.
Tra gli anfibi è da segnalare la presenza della salamandrina dagli occhiali, dell'ululone dal ventre giallo e delle più comuni rane. La presenza di queste specie è favorita dalla ricchezza di sorgenti d'acqua, alcune delle quali alimentano, tra l'altro, l'acquedotto del Fiora che rifornisce gran parte della Toscana meridionale.
Tra i mammiferi, è presente il gatto selvatico, che caccia con la tecnica dell'agguato le sue prede tra le quali spiccano i vari roditori, le lepri e i conigli selvatici, oltre agli anfibi e agli uccelli. Da segnalare anche una folta presenza di ungulati artiodattili, oramai diffusi in tutto il territorio della provincia di Grosseto.
Tra gli insetti, sono presenti numerose specie di farfalle, soprattutto tra la primavera e l'estate, oltre alle api.